# Cubilioides singularis
Cubilioides singularis là một loài bọ cánh cứng trong họ Cerambycidae.